# アディル・アウシシュ
アディル・アウシシュ（フランス語: Adil Aouchiche、2002年7月15日 - ）は、フランス・セーヌ＝サン＝ドニ県ル・ブラン＝メニル出身のサッカー選手。アバディーンFC所属。ポジションはMF。

## クラブ歴
パリ・サンジェルマンFCの下部組織出身。2019年8月30日のリーグ・アン・FCメス戦でスターティングメンバーに選ばれ、選手初出場。65分までプレーしレアンドロ・パレデスに交代した。2020年1月5日にクープ・ドゥ・フランスでプロ初得点。この得点で彼は、バーソロミュー・オグベチェに次いでクラブ史上2番目の若さでの得点者となった。
2020年7月20日、ASサンテティエンヌと3年契約を結んだことが発表された。
2022年9月1日、FCロリアンに4年契約で移籍した。
2023年9月1日、サンダーランドAFCに移籍した。
2025年1月31日、ポーツマスFCにシーズン終了までの期限付きで移籍した。
2025年7月6日、スコティッシュ・プレミアシップのアバディーンFCに1シーズンの期限付き移籍で加入した。

## 代表歴
フランス生まれだがルーツはアルジェリアにある。年代別代表ではフランス代表として出場を重ねている。
U-17代表ではUEFA U-17欧州選手権2019で5試合9得点の活躍で一躍注目を浴びるようになった。グループステージのスウェーデン代表戦ではハットトリック、準決勝のチェコ代表戦では4得点の活躍を見せた。この9得点はUEFA U-17欧州選手権史上でも最多記録となり、UEFA U-17欧州選手権2015の際にオドソンヌ・エドゥアールが、UEFA U-17欧州選手権2017の際にアミーヌ・グイリが生み出した8得点という記録を、二人と同じフランス代表の彼が塗り替えた。また、9得点はUEFA主催の国際大会全体で見てもトップタイの記録であり、ミシェル・プラティニ、エレーナ・ダニロヴァ、シェキエラ・マルティネスと並ぶ記録となった。その後、2019 FIFA U-17ワールドカップにも出場した。